# Dar Tama
Dar Tama er et af de tre departementer, som udgør regionen Wadi Fira i Tchad.
14°30′44″N 22°05′13″Ø / 14.5121°N 22.0869°Ø